# Thaly Zoltán
Thaly Zoltán (Pesthidegkút, 1938. szeptember 2. – 2024. február 23.) magyar grafikus, tanár, újságíró, majd főszerkesztő.

## Családja
Szülei: Thaly Béla (1904–1972), Lőrinczy Mária (1902–1975); felesége: Csépánfalvy Éva (1944); gyermekei: Thaly Zoltán (1968), Thaly Csaba (1971), Thaly Géza (1976).

## Életpálya
Tanulmányait Pesthidegkúton kezdte, majd a Lónyai utcai Református Gimnázium alsó tagozatán folytatta. Az Eötvös József Gimnáziumban érettségizett 1957-ben. Főiskolai tanulmányait a szegedi Juhász Gyula Tanárképző Főiskola földrajz–rajz szakán, majd a hároméves Újságíró Akadémia tipográfia és laptervező szakán végezte.
- 1957 novemberétől a MN Központi Tiszti Ház grafikusa.
- 1969 májusától a Képes Sport hetilap művészeti szerkesztője.
- 1974 áprilisától a Világ Ifjúsága művészeti szerkesztője.
- 1982 áprilisától az Ötlet című gazdasági hetilap művészeti szerkesztője.
- 1988 márciusától a Labdarúgás főszerkesztője 1994 májusáig.
- 1997 áprilisától megbízottként az MLSZ sajtófőnöki feladatait bízták rá; az MLSZ Sajtóosztályának főmunkatársa.
- 2006 februárjában elbocsátották az MLSZ-ből tizennyolc munkatárssal együtt.

A BSE női kosárlabdacsapatának elnökségi tagja, majd a MAC labdarúgócsapatának szakosztályvezetője.
Húsz évig tanított laptervezést és tipográfiát.

## Munkái
- plakátok, színpadképek, kisgrafikák, illusztrációk
- több száz szakmai cikk, több tanulmány írása, fotók készítése
- több könyv fejezeteinek írása, szerkesztése, lektorálása
- 340 könyvborító tervezése

## Díjai, elismerései
- Kiváló munkáért állami kitüntetés (1985)
- több alkalommal Tervezői nívódíj
- MOB-médiadíj oklevél a Magyar Olimpiai Bizottságtól az MLSZ és a MAC jubileumi könyvének szerkesztéséért (2002)
- A Sportújságíró Szövetség aranygyűrűje (2002)